# 比曹
比曹是奥地利福拉尔贝格州布雷根茨县的一个市镇。总面积21.08平方公里，总人口984人，人口密度46.7人/平方公里（2005年）。